# Piezorina cinerea
El yal cinéreo, fringilo cinéreo (en Perú), pinzón cinéreo (en Ecuador) o semillerito ceniciento (Piezorina cinerea) es una especie de ave paseriforme de la familia Thraupidae, el único miembro del género Piezorina. Tradicionalmente se clasificaba en la familia Emberizidae. Es endémico de Perú.

## Distribución y hábitat
Se encuentra únicamente en el árido noroeste costeño de Perú (desde Tumbes hasta La Libertad), con un único registro en Ecuador, presumiblemente un ejemplar extraviado.
Esta especie es considerada localmente común en su hábitat natural: los terrenos desérticos abiertos con arbustos dispersos, principalmente por debajo de los 300 m de altitud.

## Descripción
Mide aproximadamente 16,5 cm de longitud. Es un pájaro robusto y pálido. El dorso es de color gris pálido, con los lores y una mancha malar negros, mientras que la parte inferior es de color gris más pálido, con la garganta y el medio vientre blanquecinos. El pico es robusto y amarillo. Las patas son de color amarillo pálido.

## Comportamiento
Anda en parejas o en pequeños grupos, forrajeando principalmente en el suelo, por la mañana temprano es posible verlo posado imperturbable al lado de los caminos.

### Reproducción
La nidificación ocurre entre mayo y junio, la transición entre la estación lluviosa y la seca. El nido es una copa bien elaborada de fibras vegetales amarillentas, aglomerada con tela de araña, suspendido de una horquilla de ramas de algún árbol pequeño. La puesta es de dos o tres huevos de color azul pálido, con denso manchado parduzco. Sufre pesadamente parasitismo por el tordo renegrido (Molothrus bonariensis); a veces parece que construye una nueva camada arriba del nido parasitado.

### Vocalización
El canto es una serie agradable de notas y frases sonoras, por ejemplo «cheu, che-uét-chú, chi, che-ui-cher-chu-uít, che-wií..», pero lo más frecuente es un llamado agudo y áspero, por ejemplo «chit, chi-di-dit».

## Sistemática

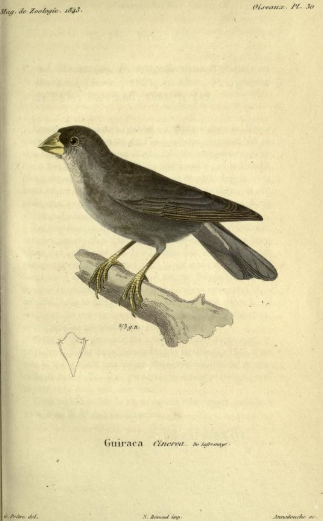
Guiraca cinerea, ilustración de Prêtre en Magasin de Zoologie, 1843.

### Descripción original
La especie P. cinerea fue descrita por primera vez por el ornitólogo francés Frédéric de Lafresnaye en 1843 bajo el nombre científico Guiraca cinerea; su localidad tipo es: «islas Galápagos, error = costa noroeste de Perú».
El género Piezorina fue propuesto por Lafresnaye, en la misma descripción de la especie, en 1843. Posteriormente fue enmendado para Piezorhina, pero tal enmenda no se justifica y se prefiere mantener la grafía original.

### Etimología
El nombre genérico femenino Piezorina se compone de las palabras del griego «piezō»: comprimir, aplastar, y «rhis, rhinos»: nariz; y el nombre de la especie «cinerea» deriva del latín  «cinereus»: de color ceniciento.

### Taxonomía
Es monotípica.
Inicialmente colocado en Fringillidae y durante décadas en la familia Emberizidae, el género Piezorina fue transferido para Thraupidae con base en diversos estudios genéticos, citando Burns et al. 2002, 2003; Klicka et al. 2007 y Campagna et al. 2011. La Propuesta N° 512 al Comité de Clasificación de Sudamérica (SACC) de noviembre de 2011, aprobó la transferencia de diversos géneros (entre los cuales Piezorina) de Emberizidae para Thraupidae.
Los datos presentados por los amplios estudios filogenéticos recientes comprobaron que la presente especie es hermana de Xenospingus concolor, y el par formado por ambas es basal a una gran subfamilia Poospizinae.